# قافیه واکه
همخوانی، قافیه واکه، قافیه مصوت یا آسونانس (به انگلیسی: Assonance) شباهتی در صداهای واژه‌ها/ هجاها یا میان مصوت‌های آنها (مثلاً meat, bean) یا میان صامت‌های آنها (keep, cape) است. با این حال، همخوانی میان صامت‌ها به‌طور کلی در کاربرد آمریکایی همخوانی نامیده می‌شود. این دو نوع اغلب با هم ترکیب می‌شوند، مانند میان واژه‌های six و switch، که در آن مصوت‌ها یکسان هستند، و صامت‌ها مشابه هستند اما کاملاً یکسان نیستند. اگر در آثار ادبی، به‌ویژه در هجاهای تأکیدی، تکرار همان مصوت یا برخی مصوت‌های مشابه وجود داشته باشد، ممکن است در شعر «هماهنگی مصوت» نامیده شود (اگرچه زبان‌شناسان تعریف متفاوتی از «هماهنگی واکه‌ای» دارند).
یک مورد خاص از همخوانی قافیه است که در آن انتهای واژه‌ها (به‌طور کلی با صدای مصوت آخرین هجای تأکید شده شروع می‌شود) یکسان است - مانند fog و log یا history و mystery. همخوانی آوازی عنصر مهمی در شعر است. هماهنگی بیشتر در شعر اتفاق می‌افتد تا در نثر. در شعر انگلیسی زبان استفاده می‌شود و به ویژه در زبان‌های فرانسوی باستان، اسپانیایی و سلتی اهمیت دارد.
شعر انگلیسی سرشار از نمونه‌هایی از همخوانی و/یا همخوانی است. نمونه‌های زیادی از هارمونی مصوت در شعر فرانسوی، چک، و لهستانی وجود دارد.